# Jordan Poole
Jordan Poole (* 19. Juni 1999 in Milwaukee, Wisconsin) ist ein US-amerikanischer Basketballspieler, der seit 2025 bei den New Orleans Pelicans in der National Basketball Association (NBA) unter Vertrag steht.

## Laufbahn
Als Schüler lief Poole drei Jahre lange für die Milwaukee King High School in Wisconsin auf, dann ein Jahr für die La Lumiere School in Indiana. Von 2017 bis 2019 gehörte er der Hochschulmannschaft der University of Michigan an. In 75 Spielen erzielte er im Schnitt 9,4 Punkte und 2,2 Rebounds je Begegnung. Im Frühjahr 2018 erreichte er mit Michigan als Mannschaftskollege des Deutschen Moritz Wagner das Endspiel der NCAA-Meisterschaft, dort unterlag man jedoch der Villanova University. Er zeigte sich bei seinen Auftritten in der NCAA als treffsicherer Distanzwerfer, ihm wurden allerdings Schwächen in der Verteidigungsarbeit zugeschrieben.
Im Anschluss an das Spieljahr 2018/19 beendete er seine Hochschulzeit vorzeitig und gab seinen Wechsel ins Profilager bekannt. Im Juni 2019 sicherten sich die Golden State Warriors im Draftverfahren der NBA an 28. Stelle die Rechte an Poole. Mit der Mannschaft gewann er 2022 den NBA-Meistertitel.
Im Sommer 2023 gelangte er im Rahmen eines Tauschhandels zu den Washington Wizards. Im Juni 2025 wurde er an die New Orleans Pelicans abgegeben.

## Karriere-Statistiken

### NBA

#### Hauptrunde
| Saison  | Team         | GP  | GS  | MPG  | FG % | 3P % | FT % | RPG | APG | SPG | BPG | PPG  |
| ------- | ------------ | --- | --- | ---- | ---- | ---- | ---- | --- | --- | --- | --- | ---- |
| 2019–20 | Golden State | 57  | 14  | 22.4 | .333 | .279 | .798 | 2.1 | 2.4 | 0.6 | 0.2 | 8.8  |
| 2020–21 | Golden State | 51  | 7   | 19.4 | .432 | .351 | .882 | 1.8 | 1.9 | 0.5 | 0.2 | 12.0 |
| 2021–22 | Golden State | 76  | 51  | 30.0 | .448 | .364 | .925 | 3.4 | 4.0 | 0.8 | 0.3 | 18.5 |
| 2022–23 | Golden State | 82  | 43  | 30.0 | .430 | .336 | .870 | 2.7 | 4.5 | 0.8 | 0.3 | 20.4 |
| 2023–24 | Washington   | 78  | 66  | 30.1 | .413 | .326 | .877 | 2.7 | 4.4 | 1.1 | 0.3 | 17.4 |
| Gesamt  | Gesamt       | 344 | 181 | 27.2 | .419 | .336 | .878 | 2.6 | 3.6 | 0.8 | 0.3 | 16.1 |

#### Play-offs
| Saison  | Team         | GP | GS | MPG  | FG % | 3P % | FT % | RPG | APG | SPG | BPG | PPG  |
| ------- | ------------ | -- | -- | ---- | ---- | ---- | ---- | --- | --- | --- | --- | ---- |
| 2021–22 | Golden State | 22 | 5  | 27.5 | .508 | .391 | .915 | 2.8 | 3.8 | 0.8 | 0.4 | 17.0 |
| 2022–23 | Golden State | 13 | 4  | 21.9 | .341 | .254 | .765 | 2.2 | 3.5 | 0.8 | 0.2 | 10.3 |
| Gesamt  | Gesamt       | 35 | 9  | 25.4 | .450 | .346 | .867 | 2.6 | 3.7 | 0.8 | 0.3 | 14.5 |